# Матчи сборной Российской империи по футболу 1912
| Все матчи в 1912 году |                                         |      |
| ОИ-1912               | Финляндия — Российская Империя          | 2:1  |
| ОИ-1912               | Германская Империя — Российская Империя | 16:0 |
| Тов.                  | Норвегия — Российская Империя           | 2:1  |
| Тов. (неоф.)          | Российская Империя — Венгрия            | 0:9  |
| Тов.                  | Российская Империя — Венгрия            | 0:12 |
| Итого в 1912 году     |                                         |      |
| И В Н П М             |                                         |      |
| 5 0 0 5 2−41          |                                         |      |

В 1912 году сборная Российской империи провела первые официальные матчи в своей истории.

## Официальные игры сборной
Олимпийские игры 1912
| 30 июня, 1912 | \| Финляндия \| 2:1 (1:0) отчёт \| Российская империя \| \| Виберг 30' Ёхман 80' \| Голы \| Бутусов 72' \| | Стадион: Транебергс Идруттсплатс, Транеберг Зрителей: 2000 Судья: Пер Шёблом |
| Составы: Финляндия: Сюрьялайнен, Холопайнен, Лёфгрен (к), Сойнио, Лиетола, Лунд, Виккстрём, Виберг, Нююссёнен, Ёхман, Ниска. Россия: Фаворский, Соколов, Марков, Акимов, Хромов, Кынин, Смирнов, А. Филиппов, Бутусов (к), Житарев, С. Филиппов. | |                                                                              |
| Финляндия | 2:1 (1:0) отчёт                                                                                            | Российская империя                                                           |
| Виберг 30' Ёхман 80' | Голы | Бутусов 72'                                                                  |

Олимпийские игры 1912
| 1 июля, 1912 | \| Германия \| 16:0 (8:0) отчёт \| Российская империя \| \| Фукс 2', 9', 21', 28', 34', 46', 51', 55', 65', 69' Фёрдерер 6', 27', 53', 66' Бургер 30' Оберле 58' \| Голы \| \| | Стадион: Росунда, Сольна Зрителей: 2500 Судья: Якоб Гротхофф |
| Составы: Германия: Вернер, Резе, Хемпель, Бургер, Глазер, Уги (к), Уле, Фёрдерер, Фукс, Оберле, Тиль. Россия: Фаворский, Соколов, Римша, Уверский, Хромов, Яковлев, Смирнов, Никитин, Бутусов (к), Житарев, С. Филиппов. | |                                                              |
| Германия | 16:0 (8:0) отчёт | Российская империя                                           |
| Фукс 2', 9', 21', 28', 34', 46', 51', 55', 65', 69' Фёрдерер 6', 27', 53', 66' Бургер 30' Оберле 58' | Голы |                                                              |

Товарищеский матч
| 3 июля, 1912 | \| Норвегия \| 2:1 (1:0) отчёт \| Российская империя \| \| К. Педерсен 35', 85' \| Голы \| Житарев 55' \| | Стадион: Транебергс Идруттсплатс, Транеберг Зрителей: 200 Судья: Бейнс |
| Составы: Норвегия: И. Педерсен; Ос, Бостад Андерсен, Лунд, Енсен; Осс, Крефтинг, Эндреруд, К. Педерсен, Э. Мортманн. Россия: Фаворский, Соколов, Римша, Акимов, Хромов, Яковлев, М. Смирнов, А. Филиппов, Бутусов (к), Житарев, Л. Смирнов. | |                                                                        |
| Норвегия | 2:1 (1:0) отчёт                                                                                           | Российская империя                                                     |
| К. Педерсен 35', 85' | Голы | Житарев 55'                                                            |

Товарищеский матч
| 14 июля, 1912 | \| Российская империя \| 0:12 (0:3) отчёт \| Венгрия \| \| \| Голы \| Кертес 17', 36', 64' Шлоссер 39', 50', 69', 71', 90' Патаки 65', 73' Тот-Потья 70' Броди 86' \| | Стадион: Сокольнический клуб спорта, Москва Зрителей: 3000 Судья: Александр Шульц            |
| Составы: Россия: Матрин, Соколов, Римша, Уверский, Хромов, Кынин, Суворов, Сорокин, Бутусов, Житарев, Л. Смирнов. Венгрия: Жак, Румбольд, Паиэр, Биро, Броди, Блум, Шебештьен, Кертес, Патаки, Шлоссер, Тот-Потья. Примечания: М. Патаки не забил пенальти (51, вратарь). | |                                                                                              |
| Российская империя | 0:12 (0:3) отчёт | Венгрия                                                                                      |
| | Голы | Кертес 17', 36', 64' Шлоссер 39', 50', 69', 71', 90' Патаки 65', 73' Тот-Потья 70' Броди 86' |

## Неофициальные игры сборной
Товарищеский матч
| 12 июля, 1912 | \| Российская империя (сб. Московской футбольной лиги) \| 0:9 (0:3) отчёт \| Венгрия \| \| \| Голы \| Патаки 10', 42', 50', 77' (п.) Шлоссер 44', 59' Кертес 48', 54', 84' \| | Стадион: Сокольнический клуб спорта, Москва Зрителей: 3000 Судья: Бейнс |
| Составы: Россия: Фаворский, Паркер, Римша, Акимов, Ньюман, Воздвиженский, М. Смирнов, Сысоев, В. Чарнок (к), Ланн, Томас. На 85-й минуте при счете 0:9 вместо травмированного Фаворского в ворота встал Томас. Венгрия: Жак, Румбольд, Ревес, Биро, Ваго, Блум, Шебештьен, Кертес, Патаки, Шлоссер, Борбаш. | |                                                                         |
| Российская империя (сб. Московской футбольной лиги) | 0:9 (0:3) отчёт | Венгрия                                                                 |
| | Голы | Патаки 10', 42', 50', 77' (п.) Шлоссер 44', 59' Кертес 48', 54', 84'    |

## Статистика матчей
- Было проведено 4 официальных матча: все проиграны, общая разница мячей 2-32.
- В составе сборной Российской империи играли 19 футболистов.
- Голы у сборной Российской империи забивали: Вас. Бутусов, В. Житарев — 1.
- Голы у сборной Российской империи пропускали: Л. Фаворский — 20 голов в 3 матчах, Д. Матрин — 12 голов в одном матче.
- Средняя результативность сборной Российской империи — ½ мяча за игру.
- Средняя результативность соперников — 8 мячей за игру.
- Средняя посещаемость домашних матчей сборной Российской империи — 3 000 зрителей за игру